# ふれあいラジオパーティ
ふれあいラジオパーティは、NHKラジオ第1放送で1989年4月3日から2008年3月25日まで生放送された情報バラエティ番組である。

## 概要
この番組は1989年4月3日からスタートしたもので、当初は帯番組として野球シーズン中（年度上半期）は月・火曜日、シーズンオフ（年度下半期）は水・日曜を除く毎夜放送されていたが、その後は毎週火曜日の週1回の放送に落ち着いた（2005年3月29日から「真打ち競演」の火曜日21時台移動に伴い、これまでの80分番組〔20時05分頃 - 21時25分頃〕から45分番組〔20時05分頃 - 20時50分頃〕に変更された）。
番組では毎回季節の話題、あるいは最近の日常生活に欠かせない諸問題を毎週一つずつ取り上げて、それに関連した話題を専門家やタレントなどをゲストパネラーとして迎えて話を展開した。またリスナーから寄せられたファクスによる質問などにも応えた。
NHKラジオの17年ぶりとなる大改編により2008年3月25日を以って終了、19年の放送に幕を閉じた。なおテーマ音楽自体は、土曜日19:20（のち、8:45へ移動）から放送する『NHKガイド』で現在も流れる。

## パーソナリティ
下記2名のアナウンサーがローテーションで出演する。この2人は年度下半期の毎週金曜日20:05 - 21:30に放送の「いとしのオールディーズ」も担当する。
- 関口健
- 青木裕子

## 構成
2000年頃まではラジオには珍しく番組の最後に担当の構成作家の名前がアナウンスされた。
- 構成作家
  - 湯山きょう子
  - 工藤索太郎
  - 望月潤一郎

## 後継番組
- 世の中面白研究所